# Pic Mammoth
Pour les articles homonymes, voir Mammoth.
Ne doit pas être confondu avec Mammoth Mountain.
Le pic Mammoth (en anglais : Mammoth Peak) est un sommet de la Sierra Nevada, aux États-Unis. Il culmine à 3 692 mètres d'altitude dans le comté de Tuolumne, en Californie. Il est protégé au sein de la Yosemite Wilderness, dans le parc national de Yosemite.
Dans son récit de voyage Un été dans la Sierra, publié en 1911, John Muir indique avoir marché sur ses pentes à la mi-août 1869, en route vers le canyon Bloody ; il y relève les traces de grandes avalanches sur le couvert forestier.